# Holothuria lentiginosa
Holothuria lentiginosa is een zeekomkommer uit de familie Holothuriidae.
De wetenschappelijke naam van de soort werd in 1892 gepubliceerd door Emil von Marenzeller.